# Брусно (село)
Брусно (словац. Brusno) — село, громада округу Банська Бистриця, Банськобистрицький край. Кадастрова площа громади — 43.51 км². Протікає річка Сопотниця.
Населення 2188 осіб (станом на 31 грудня 2020 року).

## Історія
Брусно згадується 1424 року.

## Населення
| Рік:            | 1994. | 2004.   | 2014.   | 2024.   |
| --------------- | ----- | ------- | ------- | ------- |
| Кількість осіб: | 2081  | 2114    | 2145    | 2122    |
| Різниця:        |       | +1,58 % | +1,46 % | -1,07 % |

| Рік:            | 2023. | 2024.   |
| --------------- | ----- | ------- |
| Кількість осіб: | 2126  | 2122    |
| Різниця:        |       | -0,18 % |